# 法勝寺村
法勝寺村（ほっしょうじそん）は、鳥取県西伯郡にあった村。現在の西伯郡南部町の一部にあたる。

## 地理
法勝寺川の沖積平野と南の山間部との接点に位置していた。
- 河川：東長田川[3]、山田谷川[4]、馬佐良川[5]、掛相川[6]
- 山岳：高小屋山[4]

## 歴史
- 1872年（明治5年）法勝寺郵便取扱所開設[2]。
- 1886年（明治19年）郵便取扱所が法勝寺郵便局に改称[2]。
- 1889年（明治22年）10月1日、町村制の施行により、会見郡法勝寺宿、落合村、鴨部村、武信村、馬場村、道河内村、徳長村、伐株村、福頼村、掛相村、馬佐良村が合併して村制施行し、法勝寺村が発足[1][2]。旧村名を継承した法勝寺、落合、鴨部、武信、馬場、道河内、徳長、伐株、福頼、掛相、馬佐良の11大字を編成[2]。
- 1896年（明治29年）4月1日、郡の統合により西伯郡に所属[2]。
- 1955年（昭和30年）3月30日、西伯郡天津村、大国村、上長田村、東長田村と合併し、町制施行し西伯町を新設して廃止された[1][2]。合併後、西伯町大字法勝寺・落合・鴨部・武信・馬場・道河内・徳長・伐株・福頼・掛相・馬佐良となる[2]。

## 産業
- 農業、商業、工業[2]

## 交通

### 鉄道
- 1924年（大正13年）法勝寺鉄道（日ノ丸自動車法勝寺電鉄線）が開通し、1967年（昭和42年）まで存続[2]。

## 教育
- 1891年（明治24年）落合簡易小学校新校舎落成[3]。1892年（明治25年）落合尋常小学校に改称[3]。同年、道河内簡易小学校、校舎新築し山田尋常小学校に改称[7]。1900年（明治33年）法勝寺高等小学校開設[2]。1908年（明治41年）落合小学校、山田小学校が合併し、大字落合に法勝寺尋常小学校を開設[3]。1967年（昭和42年）西伯小学校に統合され閉校[3]。
- 1949年（昭和24年）大字馬場に法勝寺中学校の新校舎落成[8]。

## 名所・旧跡
- 法勝寺城[2]